# Stephanie Garber
Stephanie Garber (n. 8 iulie 1987, Carolina de Nord, SUA) este o autoare americană de ficțiune pentru tineret, cunoscută pentru trilogia Caraval.

## Cariera de scriitor
Garber era director rezident la colegiu când a început să scrie în timpul său liber. Ea a scris mai multe romane și a primit multe respingeri până când a patra sa carte, o opera spațială, a atras interesul unui agent litera .Când opera spațială nu a reușit să se vândă, Garber a scris Caraval. Garber a declarat că nu a intenționat ca Caraval să fie prima carte dintr-o serie sau să fie o poveste de dragoste atunci când a început să o scrie.  Două continuări, Legendary  și Finale,  completează trilogia Caraval .
Cărțile ei au primit o recepție mixtă de critică. Caraval a primit o recenzie cu stea de la Publishers Weekly, care afirma „personaje intrigante, un cadru imaginativ și o scriere evocatoare se combină pentru a crea o poveste fascinantă despre dragoste, pierdere, sacrificiu și speranță”,  în timp ce Caitlin Paxson de la NPR a scris că „În cele din urmă, mesajul lui Caraval ajunge să fie încurcat”.  Caraval a fost pe lista The New York Times Best Seller timp de cincisprezece săptămâni,  ajungând pe locul 2.  Drepturile de film pentru Caraval au fost opționate de Twentieth Century Fox . 
Legendary a fost pe lista de bestselleruri din The New York Times timp de opt săptămâni, ajungând pe locul 1.  Kirkus Reviews a criticat „intriga slabă și proza ultravioletă” a lui Legendary, dar l-a lăudat ca „un tur de forță al imaginației”.  School Library Journal a scris: „Deși această a doua tranșă nu rezistă de la sine — cititorii vor trebui să fie familiarizați cu personajele, evenimentele și construirea lumii din cartea anterioară pentru a înțelege și aprecia pe deplin aceasta — fanii vor fii încântați să petreacă mai mult timp cu Tella, Dante și Scarlett și să se cufunde din nou în lumea magică a lui Garber”. 
Cea de-a treia carte din trilogia Caraval, Finale, a fost revizuită de Kirkus ca fiind „suprascrisă, cu o construcție a lumii prea convenabilă, care se luptă aproape la fel de mult ca proza suprasolicitată și intriga complicată”. 
Romanul lui Garber Once Upon a Broken Heart  a fost publicat pe 28 septembrie 2021.  Kirkus Reviews a scris că este „o poveste scrisă luxuriant, cu o inimă intrigantă”.  Publishers Weekly a lăudat construirea lumii lui Garber. 
The Ballad of Never After a fost pe lista de bestselleruri din New York Times timp de 16 săptămâni. Kirkus Reviews a scris că este „O livrare dezamăgitoare a unui al doilea volum cu potențial captivant”. 

## Lucrări

### TrilogiaCaraval
1. Caraval . Flatiron Books, 2017. [17] [2] [18] [3] ISBN 9781250095268
2. Legendar . Flatiron Books, 2018. [8] [19] [20]ISBN: 9781250095329ISBN 9781250095329
3. Final . Flatiron Books, 2019. [21]ISBN: 9781250157683ISBN 9781250157683

- Spectacular . (novelă), Flatiron Books, 2024 (ilustrat de Rosie Thorns)

### TrilogiaOnce Upon a Broken Heart
Această saga este plasată în același univers ca și trilogia Caraval.
1. Once Upon a Broken Heart . Flatiron Books, 2021. [22] [23]ISBN: 9781250898326ISBN 9781250898326
2. Balada lui Never After . Flatiron Books, 2022. [24]ISBN: 9781250268426ISBN 9781250268426
3. Un blestem pentru dragostea adevărată . Flatiron Books, (lansat pe 24 octombrie 2023)ISBN: 9781250908452